# Champseru
Champseru est une commune française située dans le département d'Eure-et-Loir en région Centre-Val de Loire.

## Géographie

### Situation

Situation géographique
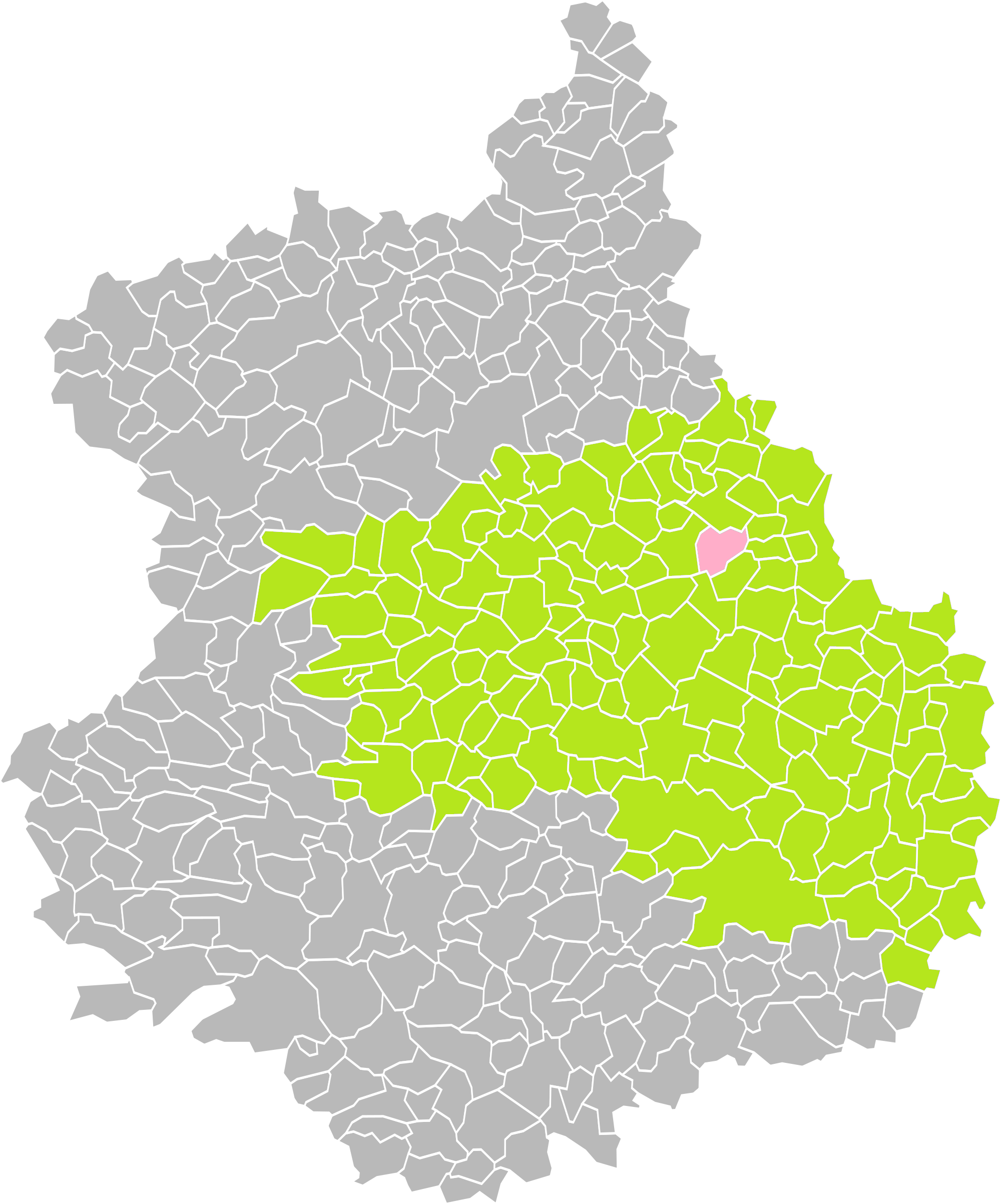
Champseru dans son arrondissement.
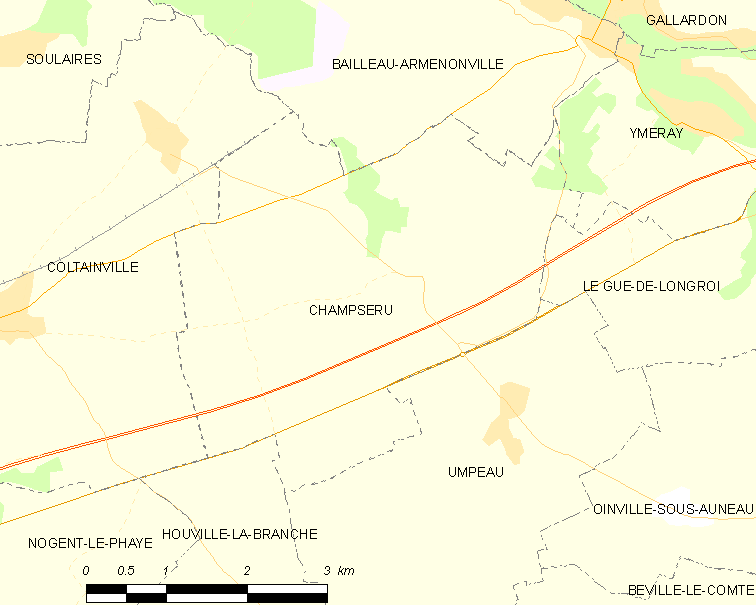
Carte du territoire communal.

### Communes limitrophes
|                     | Bailleau-Armenonville | Ymeray            |
| Coltainville        | Champseru             | Le Gué-de-Longroi |
| Houville-la-Branche |                       | Umpeau            |

### Hameaux et écarts
- Loinville

### Voies de communication et transports
Avant la construction de l'A 11 en 1971, une route mène de Champseru à Monceau, hameau de la commune d'Umpeau et traverse la RN 10 au sommet d'une montée appelée le Moulin. Le cadastre napoléonien de 1812 y mentionne le moulin Guerrier ; une ferme a été exploitée jusqu'au début du XXe siècle par la famille Deshayes[réf. souhaitée].

### Climat
Pour des articles plus généraux, voir Climat du Centre-Val de Loire et Climat d'Eure-et-Loir.
En 2010, le climat de la commune est de type climat océanique dégradé des plaines du Centre et du Nord, selon une étude du CNRS s'appuyant sur une série de données couvrant la période 1971-2000. En 2020, Météo-France publie une typologie des climats de la France métropolitaine dans laquelle la commune est exposée à un climat océanique altéré et est dans la région climatique  Sud-ouest du bassin Parisien, caractérisée par une faible pluviométrie, notamment au printemps (120 à 150 mm) et un hiver froid (3,5 °C). 
Pour la période 1971-2000, la température annuelle moyenne est de 10,6 °C, avec une amplitude thermique annuelle de 14,9 °C. Le cumul annuel moyen de précipitations est de 629 mm, avec 10,6 jours de précipitations en janvier et 7,7 jours en juillet. Pour la période 1991-2020, la température moyenne annuelle observée sur la station météorologique de Météo-France la plus proche, sur la commune de Houx à 9 km à vol d'oiseau, est de 11,2 °C et le cumul annuel moyen de précipitations est de 622,1 mm,. Pour l'avenir, les paramètres climatiques de la commune estimés pour 2050 selon différents scénarios d'émission de gaz à effet de serre sont consultables sur un site dédié publié par Météo-France en novembre 2022.

## Urbanisme

### Typologie
Au 1er janvier 2024, Champseru est catégorisée commune rurale à habitat dispersé, selon la nouvelle grille communale de densité à 7 niveaux définie par l'Insee en 2022.
Elle est située hors unité urbaine. Par ailleurs la commune fait partie de l'aire d'attraction de Paris, dont elle est une commune de la couronne,. 

### Occupation des sols
L'occupation des sols de la commune, telle qu'elle ressort de la base de données européenne d’occupation biophysique des sols Corine Land Cover (CLC), est marquée par l'importance des territoires agricoles (94,2 % en 2018), en diminution par rapport à 1990 (96 %). La répartition détaillée en 2018 est la suivante : 
terres arables (94,2 %), forêts (4 %), zones urbanisées (1,9 %). L'évolution de l’occupation des sols de la commune et de ses infrastructures peut être observée sur les différentes représentations cartographiques du territoire : la carte de Cassini (XVIIIe siècle), la carte d'état-major (1820-1866) et les cartes ou photos aériennes de l'IGN pour la période actuelle (1950 à aujourd'hui).

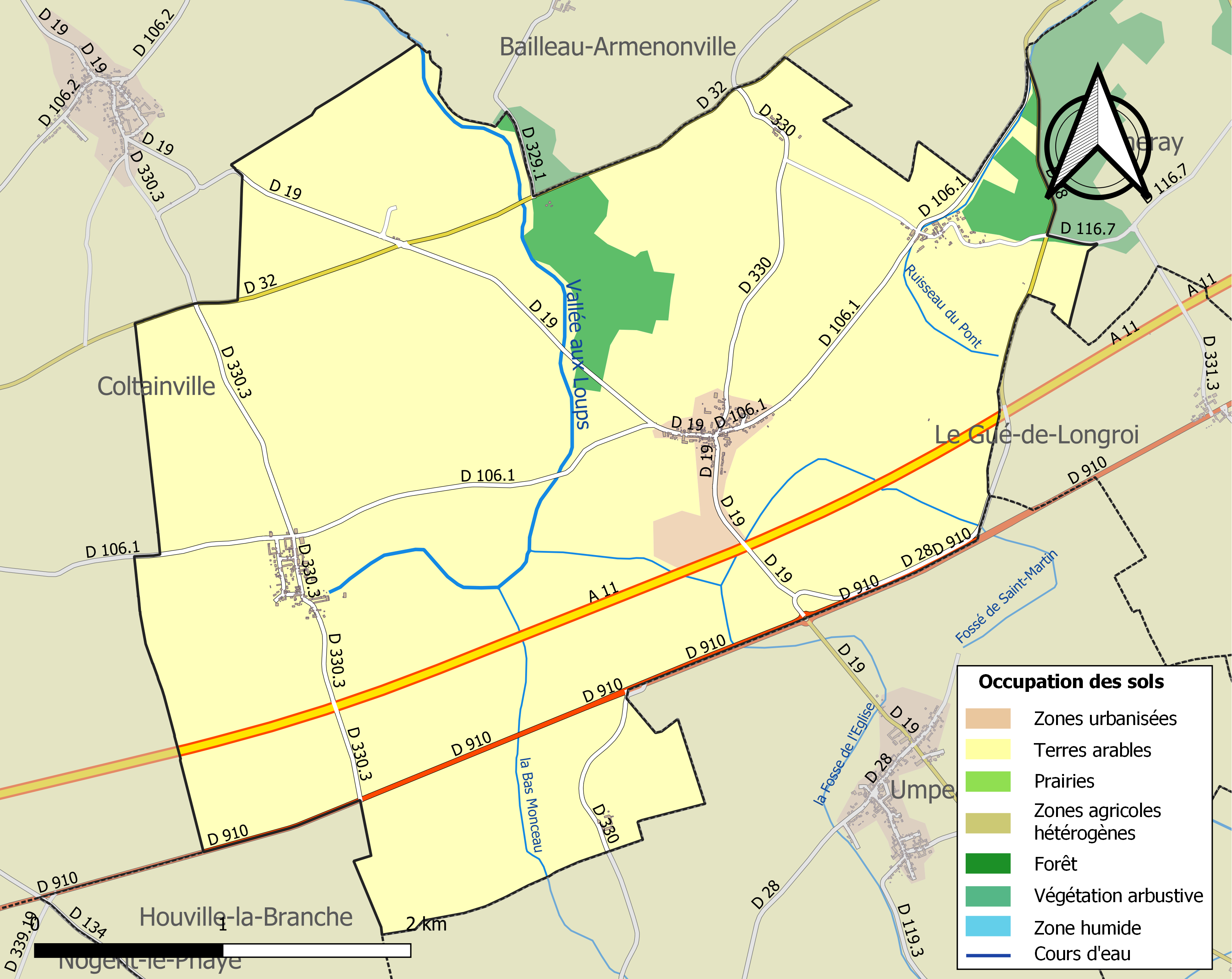
Carte des infrastructures et de l'occupation des sols de la commune en 2018 (CLC).

### Risques majeurs
Le territoire de la commune de Champseru est vulnérable à différents aléas naturels : météorologiques (tempête, orage, neige, grand froid, canicule ou sécheresse), inondations, mouvements de terrains et séisme (sismicité très faible). Il est également exposé à un risque technologique, le transport de matières dangereuses. Un site publié par le BRGM permet d'évaluer simplement et rapidement les risques d'un bien localisé soit par son adresse soit par le numéro de sa parcelle.

#### Risques naturels
Certaines parties du territoire communal sont susceptibles d’être affectées par le risque d’inondation par débordement de cours d'eau, notamment la Vallée aux Loups. La commune a été reconnue en état de catastrophe naturelle au titre des dommages causés par les inondations et coulées de boue survenues en 1999,.

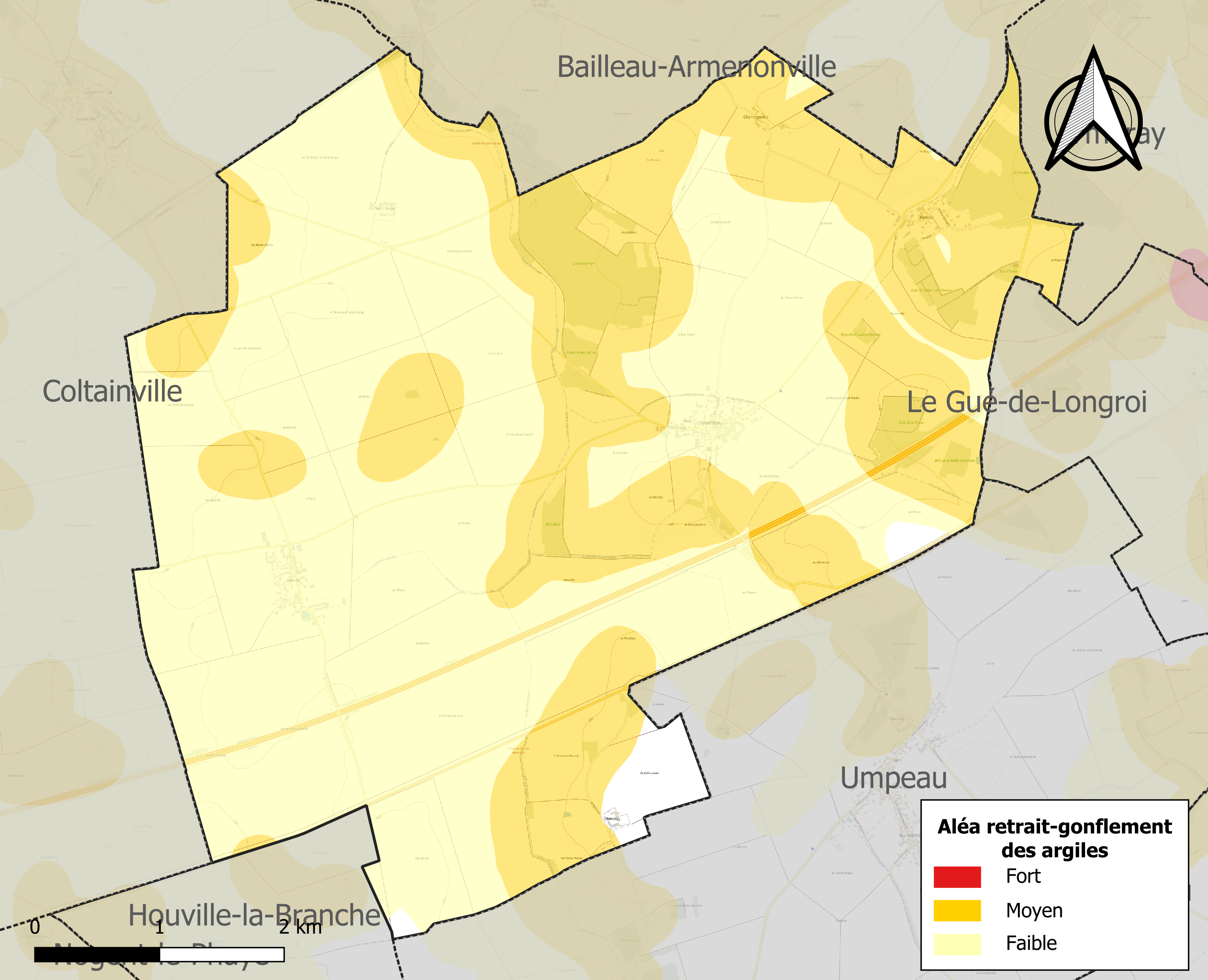
Carte des zones d'aléa retrait-gonflement des sols argileux de Champseru.

Les mouvements de terrains susceptibles de se produire sur la commune sont des affaissements et effondrements liés aux cavités souterraines. L'inventaire national des cavités souterraines permet de localiser celles situées sur la commune.
Le retrait-gonflement des sols argileux est susceptible d'engendrer des dommages importants aux bâtiments en cas d’alternance de périodes de sécheresse et de pluie. 38,9 % de la superficie communale est en aléa moyen ou fort (52,8 % au niveau départemental et 48,5 % au niveau national). Sur les 150 bâtiments dénombrés sur la commune en 2019, 34 sont en aléa moyen ou fort, soit 23 %, à comparer aux 70 % au niveau départemental et 54 % au niveau national. Une cartographie de l'exposition du territoire national au retrait gonflement des sols argileux est disponible sur le site du BRGM,.
Concernant les mouvements de terrains, la commune a été reconnue en état de catastrophe naturelle au titre des dommages causés par des mouvements de terrain en 1999.

#### Risques technologiques
Le risque de transport de matières dangereuses sur la commune est lié à sa traversée par des infrastructures routières ou ferroviaires importantes ou la présence d'une canalisation de transport d'hydrocarbures. Un accident se produisant sur de telles infrastructures est en effet susceptible d’avoir des effets graves au bâti ou aux personnes jusqu’à 350 m, selon la nature du matériau transporté. Des dispositions d’urbanisme peuvent être préconisées en conséquence.

## Toponymie
Le nom de la localité est attesté sous les formes De Campo Serico entre 1131 et 1141 ; De Campo Seru avant 1180 ; Terra apud Champseru  après 1193 ; Champserut en 1225 ; De Campo Seruco avant 1250 ; De Campo Seruco avant 1250 ; « Terre sita apud Campumsirutum, in censiva capituli Carnotensis » en 1271 ; De Camposeru en 1268 ; Champseru en 1409 ; Champserat en 1740 ; Champseru au XVIIIe siècle.
Du bas latin Campus et Serecho, nom de personne d’origine germanique.

## Histoire

### Moyen Âge
Propriété du seigneur Geoffrey de la Boulaye, le fief de Champseru (Chanserru) fut acheté en 1228 par Hervé de Châteauneuf, seigneur de Brezolles et la Ferté qui le donna aux templiers en 1233.

### L'épidémie de 1784
D’après le curé d'Umpeau, une épidémie de peste toucha la paroisse de Champseru ; de fin janvier à mi-mars on enregistra 14 inhumations. Mais comment peut-on parler de peste alors que les villages voisins ne furent pas atteints ?

### L'orage de 1839
Le 18 juin 1839, pendant un orage d'une violence inouïe, au milieu d'éblouissants éclairs accompagnés de continuels et terrifiants éclats de tonnerre, la grêle ravagea les récoltes de la commune.

### L'incendie de 1841
Le dimanche 3 octobre 1841, un incendie considérable a éclaté dans dix meules de grains et de fourrages appartenant au sieur Imbault, fils, cultivateur à Montceaux, commune de Champseru. Malgré des secours promptement et habilement dirigés, l'intensité du feu était si grande qu'il s'est arrêté  que lorsque tout a été consumé. La perte est estimée à 10.900 francs. La population des communes environnantes, un escadron du 3° hussard et un détachement d'infanterie, en garnison à Chartres, ont rivalisé de zèle dans cette déplorable circonstance ; en moins d'un heure les pompes des communes de Gallardon, de Soulaires, de Chartres, d'Auneau, de Béville, de Francourville, de Houx, de Jouy, de Saint-Piat et de Saint-Prest étaient réunies sur le lieu du sinistre. Au nombre des personnes qui se sont particulièrement distinguées, M. le maire de Champseru (Jean Mathurin Leloup) m'a cité : les hussards Ursin qui a été blessé et dont les vêtements ont été brûlés ; Guémonet et Addé ; le brigadier Bouron ; les sieurs Goussard, vétérinaire à Gallardon, Berthelot, fils, cultivateur à Champseru, Manceau charron audit lieu, Denis-Martin, père et fils, de Brez, commune d'Umpeau, et Buisson fils, d'Armenonville, dont le zèle et le dévouement ont été dignes d'éloges.

### Les combats de 1940
Le 16 juin 1940, après les combats de la ferme des Bordes en début de matinée, un détachement allemand gagne à partir de Pont-sous-Gallardon par la route des Poteries, l'actuelle RN 10. Il rejoint Loinville par la petite route et encercle le village faisant prisonniers une centaine de zouaves battant en retraite. Ce régiment de tirailleurs tunisiens se battra vaillamment à Houville-la-Branche.

## Politique et administration

### Liste des maires
| Période                                  | Période  | Identité             | Étiquette | Qualité                              |
| ---------------------------------------- | -------- | -------------------- | --------- | ------------------------------------ |
| Les données manquantes sont à compléter. |          |                      |           |                                      |
| 1837                                     | 1844     | Jean Mathurin Leloup | SE        | Cultivateur                          |
| avant 1995                               | ?        | Jean Noilleau        |           |                                      |
| mars 2001                                | 2014     | Gérard Coupeau       |           |                                      |
| avril 2014                               | En cours | Corinne Brillot,     |           | Employée administrative d'entreprise |

## Population et société

### Démographie
L'évolution du nombre d'habitants est connue à travers les recensements de la population effectués dans la commune depuis 1793. Pour les communes de moins de 10 000 habitants, une enquête de recensement portant sur toute la population est réalisée tous les cinq ans, les populations de référence des années intermédiaires étant quant à elles estimées par interpolation ou extrapolation. Pour la commune, le premier recensement exhaustif entrant dans le cadre du nouveau dispositif a été réalisé en 2006.
En 2022, la commune comptait 347 habitants, en évolution de +6,44 % par rapport à 2016 (Eure-et-Loir : −0,23 %, France hors Mayotte : +2,11 %).
| 1793 | 1800 | 1806 | 1821 | 1831 | 1836 | 1841 | 1846 | 1851 |
| ---- | ---- | ---- | ---- | ---- | ---- | ---- | ---- | ---- |
| 251  | 258  | 314  | 327  | 330  | 338  | 332  | 326  | 353  |

| 1856 | 1861 | 1866 | 1872 | 1876 | 1881 | 1886 | 1891 | 1896 |
| ---- | ---- | ---- | ---- | ---- | ---- | ---- | ---- | ---- |
| 342  | 324  | 325  | 347  | 357  | 322  | 335  | 333  | 297  |

| 1901 | 1906 | 1911 | 1921 | 1926 | 1931 | 1936 | 1946 | 1954 |
| ---- | ---- | ---- | ---- | ---- | ---- | ---- | ---- | ---- |
| 292  | 286  | 282  | 275  | 270  | 247  | 246  | 226  | 214  |

| 1962 | 1968 | 1975 | 1982 | 1990 | 1999 | 2006 | 2011 | 2016 |
| ---- | ---- | ---- | ---- | ---- | ---- | ---- | ---- | ---- |
| 174  | 162  | 167  | 241  | 260  | 302  | 305  | 286  | 326  |

| 2021 | 2022 | - | - | - | - | - | - | - |
| ---- | ---- | - | - | - | - | - | - | - |
| 346  | 347  | - | - | - | - | - | - | - |

## Culture locale et patrimoine

### Lieux et monuments

#### Église Saint-Martin
L'édifice date du XIIe siècle et a vu au XVIe l'adjonction d'une travée latérale.
Le lundi 16 novembre 1733 fut bénite la petite cloche de l'église pesant 557 livres et demi (environ 277 kg). Elle est dédiée à saint Martin, patron de la paroisse.

Église Saint-Martin
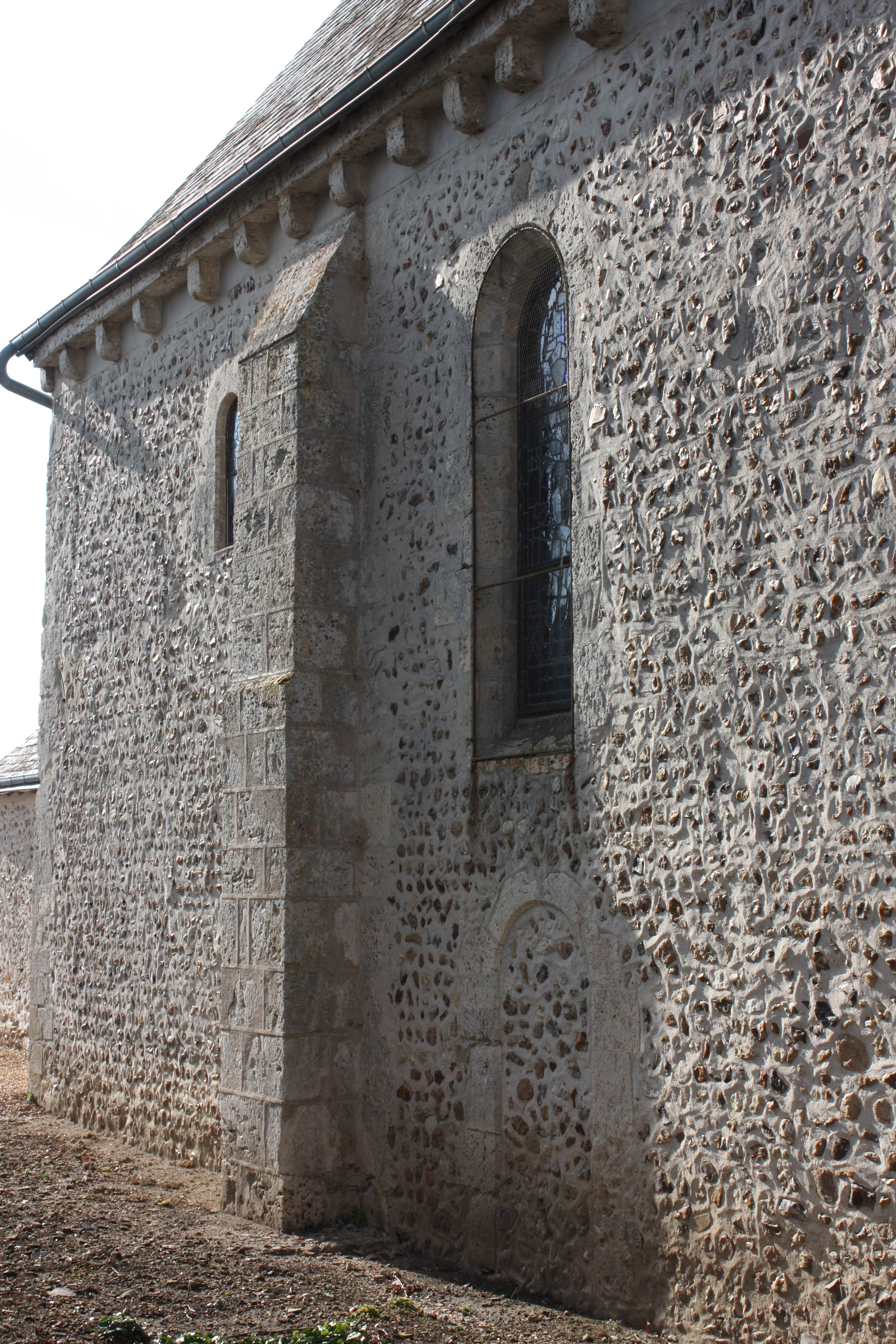
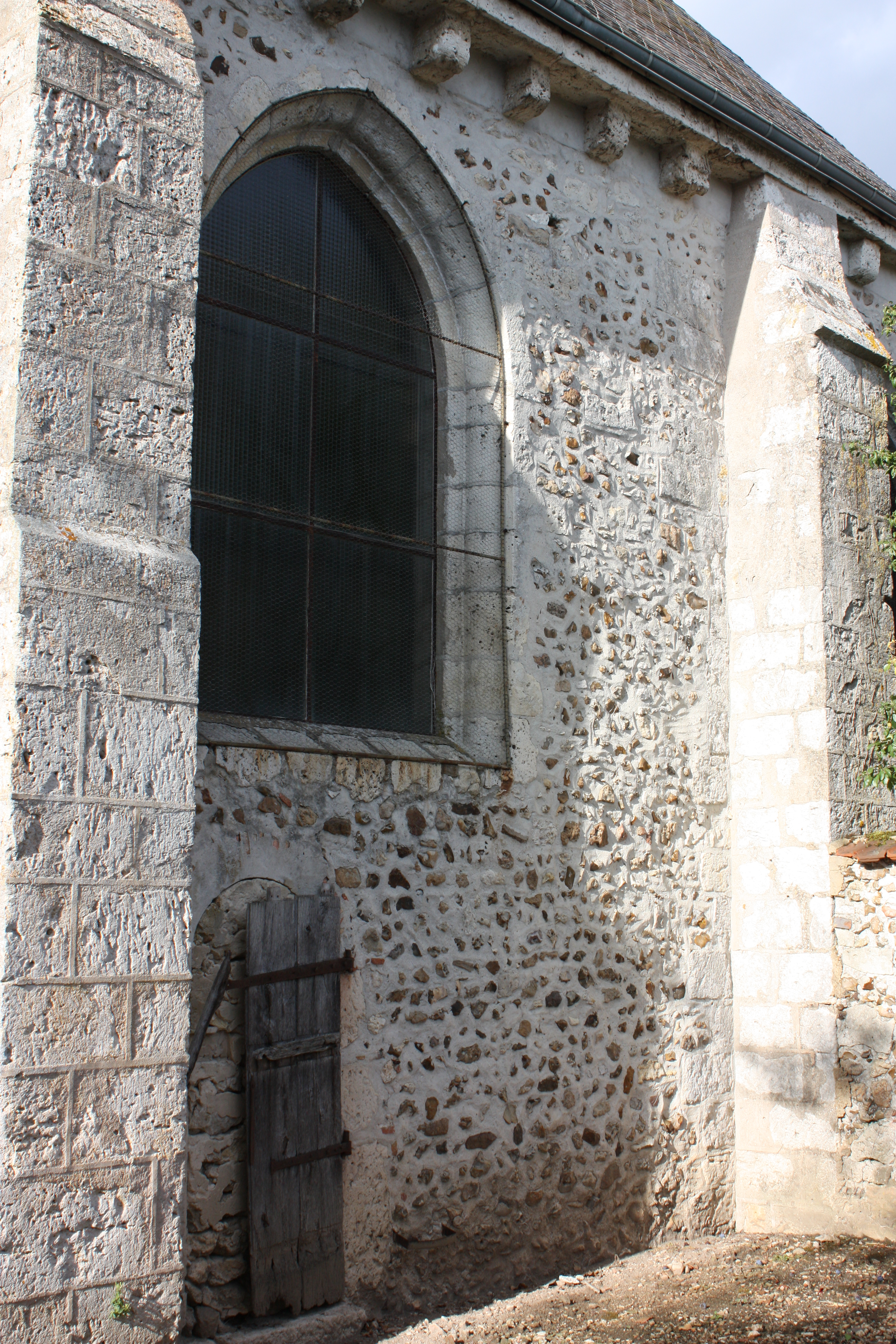

### Personnalités liées à la commune
- Un vitrail, ayant le père Jacques-Désiré Laval (1803-1864) pour motif, se trouve dans l’église Saint-Martin de Champseru.
- Narcisse-Anténor Leloup, né à Loinville, hameau de Champseru, le 30 octobre 1823. Fils de Jean Mathurin Leloup (1774-1844), maire de Champseru de 1837 à 1844. Auteur de Pionnier de Nouvelle-Calédonie 1863-1867[34], recueil des lettres adressées à son ami Ferdinand Jumeau lors de son séjour en Nouvelle-Calédonie où il meurt le 28 août 1869. Il est aussi le neveu de l'abolitionniste français François-André Isambert, avocat, député d'Eure-et-Loir et vice-doyen de la Cour de cassation.
- Arsène Millocheau (ou Millochau selon les sources), né le 21 janvier 1867 et mort le 4 mai 1948 à Paris XI), coureur cycliste français, est né dans la commune[35]. Il est connu pour avoir été la « lanterne rouge » du premier Tour de France. Il a également obtenu une 5e place sur Bordeaux-Paris 1897[36].